# Спюрк (журнал)
Спюрк (арм. սփիւռք — «диаспора») — армянский общественно-политический журнал, одно из влиятельных периодических изданий армянского зарубежья.
Издаётся с 1958 г., в Бейруте. Редакторы: Симон Симонян (1958—1975), Геворк Ачемян (1978—1989), и др. До 1978 г. выходил как газета, с 1990 — издание (журнал) Армянского народного движения.
Изначально вёл независимую от армянских партий линию, имел большую сеть читателей и авторов из различных стран (среди них — Ованес Шираз, Сильва Капутикян, Геворк Губелян, Ованес Парскуни и др.).
Материалы посвящены борьбе за освобождение Западной Армении, истории и идеологии АСАЛА, жизни армян Карабаха, Армении и диаспоры, литературным и общественным событиям армянской общины Ливана.

## Источник
- Язычян Геворк, Армянская пресса в Ливане в 2002 г. (на арм.), Ереван, 2004, с. 35.